# Ajuntament de Badalona
L'Ajuntament de Badalona és l'administració pública local que governa i representa els interessos de la ciutat i municipi de Badalona. Els orígens d'una mínima organització comunitària es poden remuntar a l'edat mitjana i, sobretot, a partir de 1595 quan Badalona és confirmada com a municipi independent. L'organització i estructura municipal de l'Ajuntament actual deriva de la implantada per la dinastia borbònica, una administració totalment nova basada en el batlle i els regidors. Des d'aleshores la corporació municipal ha passat vicissituds segons els règims polítics que imperaren.
Actualment, el càrrec d'alcalde de Badalona l'exerceix Xavier García Albiol (PP).

## Seus
Actualment l'Ajuntament de Badalona té diverses seus. La Casa Consistorial de Badalona és la seu tradicional des del segle xix, si bé avui dia només ho és en l'àmbit institucional, on se celebren els plens municipals i on es troben els despatxos de l'alcalde i el d'algunes tinences d'alcaldia. El maig de 2007 es va inaugurar el nou edifici El Viver, que compta amb un total de vuit plantes, destinat a acollir les oficines municipals i les regidories del consistori, així com els serveis d'atenció al públic per donar el màxim d'accessibilitat i una sala d'exposicions.

## Organització
L'Ajuntament, després de les eleccions, s'organitza a través de la reunió del ple municipal, el qual és l'encarregat d'escollir l'alcalde de la ciutat. Tanmateix té facultats polítiques, normatives, econòmiques i institucionals, així com controlar i fiscalitzar les actuacions de l'alcalde, amb la competència, si s'escau, de substituir-lo mitjançant una moció de censura. Actualment el ple està integrat per 27 membres. L'alcalde també nomena una Junta de Govern, formada pels tinents d'alcalde, que poden suplir les funcions de l'alcalde en absència d'aquest.

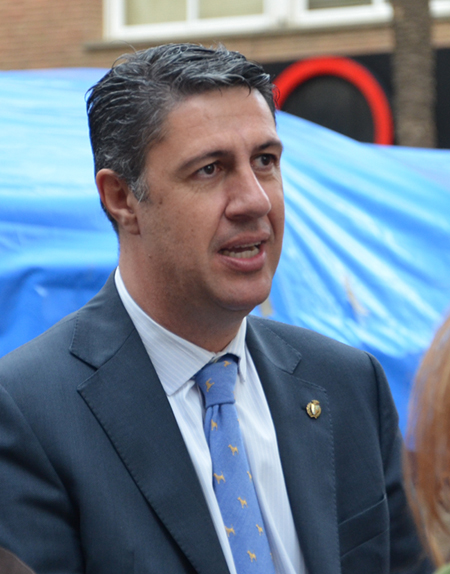
Xavier García Albiol és l'actual alcalde de Badalona.

D'acord amb els resultats de les eleccions municipals a Badalona, des del juny del 2023 formen part del ple municipal cinc grups polítics diferents: PP (18 regidors), PSC (4 regidors), ERC (2 regidors), Badalona en Comú Podem (2 regidors) i Guanyem Badalona (1 regidora)
Actualment, el govern de la ciutat l'exerceix el Partit Popular liderat per Xavier García Albiol, que el 19 de juny de 2023, va presentar el seu equip, amb quatre tinences d'alcaldia, de les quals depenen la resta d'àrees i regidories:
| Alcalde                                                                                              | Alcalde                | Alcalde                                                                                 | Alcalde                              | Alcalde |
| --- | ---------------------- | --------------------------------------------------------------------------------------- | ------------------------------------ | --- |
| Xavier García Albiol                                                                                 |                        |                                                                                         |                                      | |
| Regidors de Govern                                                                                   |                        |                                                                                         |                                      | |
| Tinences d'alcaldia                                                                                  | Titular                | Àrees                                                                                   | Titular                              | Atribucions |
| Primer tinent d'alcaldia. Àmbit d'Hisenda i Finances, Recursos Interns, Esports i Seguretat          | Juan Fernández Benítez | Hisenda i Finances, Recursos Interns i Esports                                          | Juan Fernández Benítez               | - Intervenció - Tresorerira - Patrimoni - Oficina Pressupostària - Obres - Projectes i Manteniment d'Equipaments Educatius i Esportius - Esports                                                                                       |
| Primer tinent d'alcaldia. Àmbit d'Hisenda i Finances, Recursos Interns, Esports i Seguretat          | Juan Fernández Benítez | Recursos Humans                                                                         | Eva Guillén Rodríguez                | - Planificació - Recursos Humans - Pla d'Igualtat Intern en l'Administració |
| Primer tinent d'alcaldia. Àmbit d'Hisenda i Finances, Recursos Interns, Esports i Seguretat          | Juan Fernández Benítez | Coordinació Territorial i adjunt d'Esports                                              | Juan José Portillo López             | - Coordinació Territorial - Oficines Municipals de Districtes (OMD) - Centres Cívics - Regidor adjunt d'Esports |
| Primer tinent d'alcaldia. Àmbit d'Hisenda i Finances, Recursos Interns, Esports i Seguretat          | Juan Fernández Benítez | Educació                                                                                | Vanesa González Cejudo               | - Educació |
| Primer tinent d'alcaldia. Àmbit d'Hisenda i Finances, Recursos Interns, Esports i Seguretat          | Juan Fernández Benítez | Joventut, Convivència i Mediació                                                        | Odalys Sánchez Martínez              | - Joventut - Convivència - Mediació - Cooperació - Migracions |
| Primer tinent d'alcaldia. Àmbit d'Hisenda i Finances, Recursos Interns, Esports i Seguretat          | Juan Fernández Benítez | Seguretat                                                                               | Juan Manuel Ruiz García              | - Seguretat - Cos de la Guàrdia Urbana - Protecció Civil |
| Segona tinent d'alcaldia. Àmbit d'Impuls Econòmic i de Ciutat, Treball, Cultura, Ciutadania i Govern | Cristina Agüera Gago   | Promoció Econòmica, Turisme, Projecció de Ciutat, Treball, Govern i Polítiques Digitals | Cristina Agüera Gago                 | - Promoció Econòmica - Turisme i Projecció de Ciutat - Actes de Ciutat - Treball (IMPO) - Universitats - Informàtica i TIC - Secretaria General i Assessoria Jurídica - Modernització de l'Administració - Servei d'Atenció al Ciutadà |
| Segona tinent d'alcaldia. Àmbit d'Impuls Econòmic i de Ciutat, Treball, Cultura, Ciutadania i Govern | Cristina Agüera Gago   | Cultura                                                                                 | Vanesa González Cejudo               | - Cultura |
| Segona tinent d'alcaldia. Àmbit d'Impuls Econòmic i de Ciutat, Treball, Cultura, Ciutadania i Govern | Cristina Agüera Gago   | Contractació de Serveis                                                                 | Eva Guillén Rodríguez                | - Contractació de Subministraments i Serveis |
| Segona tinent d'alcaldia. Àmbit d'Impuls Econòmic i de Ciutat, Treball, Cultura, Ciutadania i Govern | Cristina Agüera Gago   | Comerç, Mercats i Consum                                                                | Rosa Bertran Bartomeu                | - Comerç i Consum - Mercats Municipals - Cementiris - Marxants |
| Segona tinent d'alcaldia. Àmbit d'Impuls Econòmic i de Ciutat, Treball, Cultura, Ciutadania i Govern | Cristina Agüera Gago   | Gent Gran, Feminisme i LGBTIQ+ i Diversitat Funcional                                   | Florencia Badia Aviño                | - Gent Gran - Feminisme i LGBTIQ+ - Diversitat Funcional |
| Segona tinent d'alcaldia. Àmbit d'Impuls Econòmic i de Ciutat, Treball, Cultura, Ciutadania i Govern | Cristina Agüera Gago   | Gent Gran, Feminisme i LGBTIQ+ i Diversitat Funcional                                   | Sheila Martínez Barrachina (adjunta) | - Gent Gran - Feminisme i LGBTIQ+ - Diversitat Funcional |
| Segona tinent d'alcaldia. Àmbit d'Impuls Econòmic i de Ciutat, Treball, Cultura, Ciutadania i Govern | Cristina Agüera Gago   | Transparència                                                                           | Sonia Egea Pérez                     | - Transparència - Administració electrònica |
| Tercer tinent d'alcaldia. Àmbit de Territori i Sostenibilitat                                        | Daniel Gracia Álvarez  | Urbanisme i Transformació de la Ciutat                                                  | Daniel Gracia Álvarez                | - Ordenació del Territori - Plànol de Ciutat - Plantejament Urbanístic - Projectes i Control d'Obres - Llicències d'Obres i Activitats - Disciplina - Polítiques d'Habitatge - Contractació d'Obres                                    |
| Tercer tinent d'alcaldia. Àmbit de Territori i Sostenibilitat                                        | Daniel Gracia Álvarez  | Via Pública i Mobilitat                                                                 | David Mejía Ayra                     | - Manteniment d'Espais Públics - Neteja de la Ciutat i d'Edificis Municipals - Mobilitat - Vialitat |
| Tercer tinent d'alcaldia. Àmbit de Territori i Sostenibilitat                                        | Daniel Gracia Álvarez  | Medi Ambient i Benestar Animal                                                          | Sonia Egea Pérez                     | - Medi Ambient - Verd Urbà - Educació Ambiental - Ecologia Urbana - Energia i Canvi Climàtic - Parcs - Benestar Animal |
| Tercer tinent d'alcaldia. Àmbit de Territori i Sostenibilitat                                        | Daniel Gracia Álvarez  | Polítiques contra l'Ocupació Il·legal                                                   | Daniel Aguilera Mangas               | |
| Quarta tinent d'alcaldia. Àmbit de Comunicació, Fons Europeus i Protecció a les Persones             | Rosa del Amo Hernández | Comunicació, Fons Europeus i Salut Pública                                              | Rosa del Amo Hernández               | - Comunicació i Imatge - Estadística i Població - Fons Europeus - Salut Pública |
| Quarta tinent d'alcaldia. Àmbit de Comunicació, Fons Europeus i Protecció a les Persones             | Rosa del Amo Hernández | Serveis Socials i Entitats Regionals                                                    | María Carmen Expósito Lozano         | - Direcció Estratègica de Serveis Socials - Entitats Regionals |
| Quarta tinent d'alcaldia. Àmbit de Comunicació, Fons Europeus i Protecció a les Persones             | Rosa del Amo Hernández | Participació                                                                            | Odalys Sánchez Martínez              | - Participació - Entitats Veïnals |

### Regidories de Districte

Mapa de barris i districtes.

A més, Badalona té un sistema de districtes descentralitzat, els 34 barris de la ciutat s'agrupen actualment en 6 districtes, després de la reforma administrativa de reducció de regidories duta a terme durant el mandat de Xavier Garcia Albiol. Els actuals regidors de districte són els següents:
| Núm.          | Barris o zones                                                                                      | Titular                  |
| ------------- | --------------------------------------------------------------------------------------------------- | ------------------------ |
| Districte I   | Canyadó, Casagemes, Coll i Pujol, Centre, Dalt de la Vila, Manresà, Progrés i Front Marítim         | Rosa Bertran Bartomeu    |
| Districte II  | Sant Crist de Can Cabanyes, Lloreda, Nova Lloreda, Puigfred, La Pau, Montigalà Occidental           | David Silva Hortet       |
| Districte III | Montigalà Oriental, Canyet, Bufalà, Pomar, Pomar de Dalt, Morera, Les Guixeres, Mas Ram i Bonavista | David Silva Hortet       |
| Districte IV  | Sant Joan de Llefià, Sant Mori de Llefià, Sant Antoni de Llefià i La Salut                          | Daniel Aguilera Mangas   |
| Districte V   | Can Claris, Raval, Gorg, La Mora i Congrés                                                          | Florencia Badia Aviño    |
| Districte VI  | Artigues, Sant Roc i El Remei                                                                       | Juan José Portillo López |

## Història
La primera forma d'organització municipal a Badalona es remunta a l'any 1389, en què una sentència arbitral declara els pagesos badalonins «sòlids i afocats» dels senyors feudals. Aquest fet fou un punt intermedi en el procés de plets entre pagesos i senyors, personificats principalment en els Santcliment i els Aversó, els quals pretenien tenir uns drets feudals sobre els seus homes que, en realitat, no posseïen; la situació derivava de la crisi baixmedieval que va despoblar Badalona i feia que els nobles cerquessin altres mètodes per aconseguir recursos econòmics. No obstant això, la sentència no va satisfer els pagesos, ans al contrari, va provocar que els pagesos de la parròquia de Badalona s'unissin i creessin un deute comú, derivat dels préstecs i censals a pagar. Tanmateix, el cas de Badalona, a diferència d'altres casos a Catalunya que depenien jurídicament de la corona, no tenia un consell mínim organitzat, sinó que es basava en un sindicat entre els pagesos. Algunes de les teories apunten que el Consell de Cent, què considerava Badalona com a part del terme de Barcelona, ho impedia, juntament amb els senyors feudals de la parròquia de Badalona.
L'any 1430, Alfons el Magnànim, mancant de diners, vendrà el terme de Badalona a la ciutat de Barcelona, assegurant la independència de Badalona dels senyors feudals, tot i els intents dels Santcliment d'imposar-se al terme i malgrat la divisió territorial entre les diferents torres feudals, el sentit d'unitat territorial del terme es mantindrà gràcies a la institució de la parròquia, radicada a l'església de Santa Maria.
Tot plegat no va fer prosperar la incipient estructura comunitària que havien creat els pagesos, tot i que mai s'abandonà l'exigència de major autonomia; el 1472, els jurats i prohoms de Badalona demanen a Joan II que se’ls confirmin els seus privilegis, usos i costums, demanda que fou satisfeta sota el sistema de carreratge de la ciutat de Barcelona; es va concedir als badalonins la facultat de reunir-se i formar consell sempre que els semblés necessari, i la d'establir taxes, talles i altres drets que impliquessin a tots els habitants i terratinents del terme i parròquia.

### Constitució com a municipi

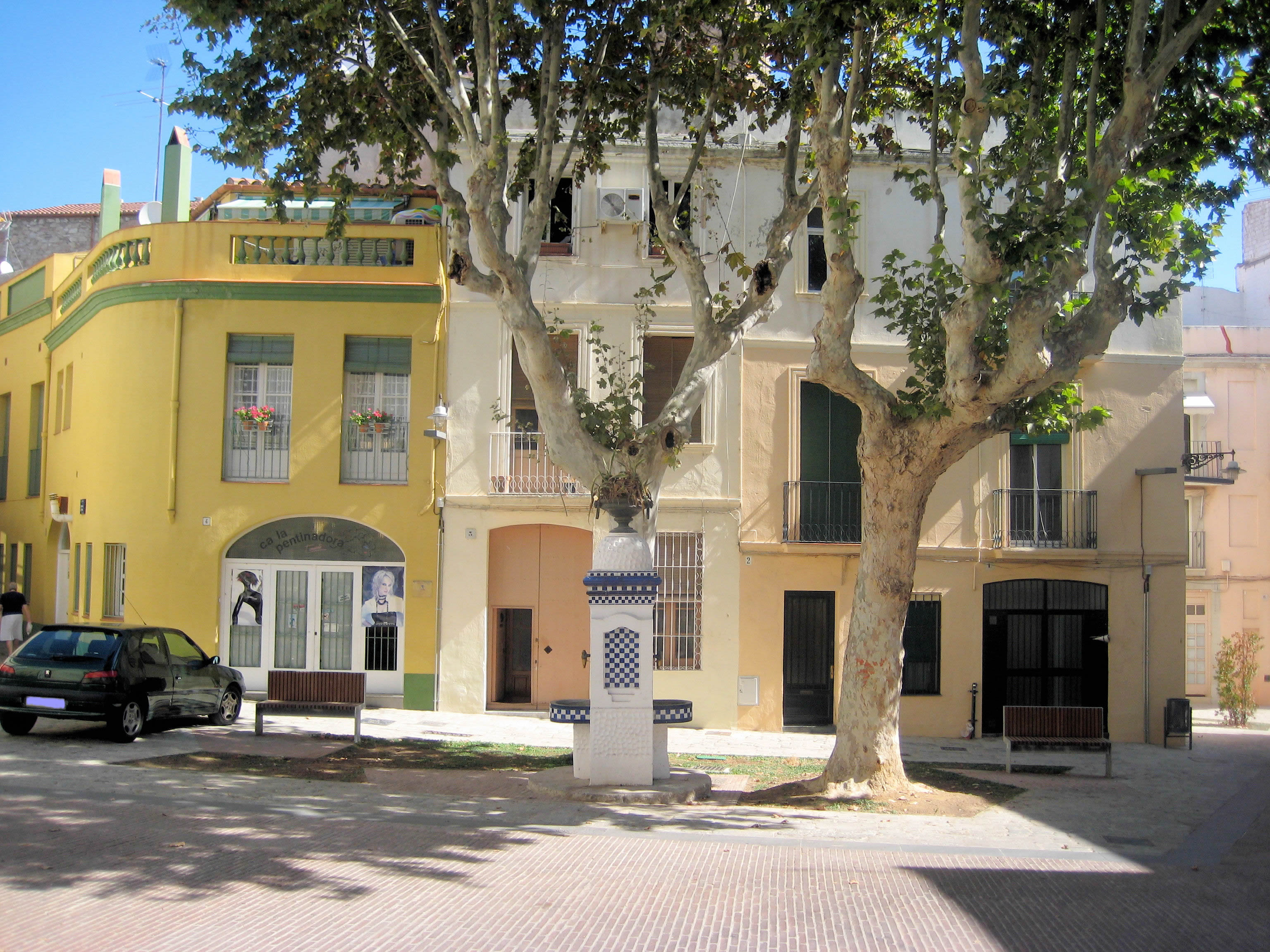
La plaça pública, actualment de la Constitució, va ser el centre de la política local de Badalona fins a la construcció de la nova seu de l'Ajuntament al.

Badalona fou un carrer de Barcelona fins al 10 de juny de 1595, quan el virrei de Catalunya, Bernardino de Cárdenas y Portugal, nomenat per Felip II, va concedir a la vila diversos privilegis, entre els quals, el títol d'universitat, és a dir, de municipi, i el dret a escollir diversos càrrecs públics a través de la insaculació; fins llavors els càrrecs eren escollits a viva veu en una reunió de veïns a la plaça.
Des de llavors, la composició del govern serà de tres jurats (en cap, segon i tercer) i deu consellers, els quals conformaven el consell general. D'altra banda, hi havia altres càrrecs com un clavari, tres oïdors de comptes, un palloler (abastador de blat) i tres capitans de sagramental. Les condicions indispensables per a optar a ser elegit era disposar de capacitat econòmica, ser home casat o haver-ho estat i no tenir deutes amb el municipi. L'edat variava segons el càrrec, si bé la mínima, destinada al càrrec de jurat tercer era de 25 anys; la duració dels càrrecs era anual, encara que el procediment de la insaculació es feia cada tres anys. Tanmateix, en les bosses d'insaculats hi havia d'haver una proporció respecte als veïnats de Badalona: una tercera part havia de ser de la Sagrera; una altra de Llefià; i la darrera repartit entre Canyet i Pomar. Aquest model es va mantenir en funcionament regular, amb canvis mínims en el nombre de persones, durant aquest període fins a la Guerra de Successió.
El municipi havia de fer front als pagaments reials entre altres despeses, en matèria econòmica va decidir demanar i adquirir diversos monopolis, els quals podia arrendar durant un temps. De la venda de blat i carn, el 1595 i el 1603, respectivament. El 1678 encara aconseguia més monopolis en el proveïment de productes com l'aiguardent, la mel i el tabac, així com la facultat de tenir hostals i gravar-ne un tant per al municipi. Posteriorment, també s'afegirien la neu i el glaç, per a la conservació d'aliments. Aquests recursos es destinaven a les despeses de l'Ajuntament, majoritàriament salaris i sous dels càrrecs municipals; honoraris dels professionals que treballaven per alguna raó per a la corporació municipal, com el notari, l'advocat o el procurador; allotjament de soldats; festes patronals; entre d'altres.

### La nova estructura municipal
El 1716 els decrets de Nova Planta substitueixen l'estructura municipal establerta fins llavors en forma de consells, els privilegis, el sistema de la insaculació, etc. per una de nova basada en l'ajuntament; els primers anys van ser d'incertesa orgànica i en molts casos es va nomenar un administrador provisional. Les noves lleis municipals de 1717 i 1718 esclareixen el funcionament: a Badalona, el nou govern municipal el formaran cinc regidors, després sis, un d'ells el batlle; els càrrecs eren nomenats directament per la Reial Audiència i eren, en principi, vitalicis, si bé a mitjan segle xviii van ser fixats per a exercir-los un temps determinat. El càrrec de batlle tenia una durada de dos anys i el regidor d'un any; el nomenament va ser substituït per una terna per a escollir el batlle i llistes doblades per als regidors; en molts casos es va seguir un model de roda entre les elits econòmiques de la vila.
Durant el període reformista de Carles III, el 1766 es dicten noves normes sobre el funcionament dels municipis. La creació de dos nous càrrecs: els diputats del comú, dels quals a Badalona n'hi correspongueren dos, que havien d'intervenir en tot allò que afectava el proveïment, mercats, arrendaments i altres elements de l'activitat econòmica; i el síndic presoner, que tenia la missió de fiscalitzar els regidors evitant els abusos d'aquests. El sistema d'elecció, a través de comissions, i la possibilitat de poder un veí de qualsevol categoria social, van marcar una gran diferència amb l'ordenament anterior.

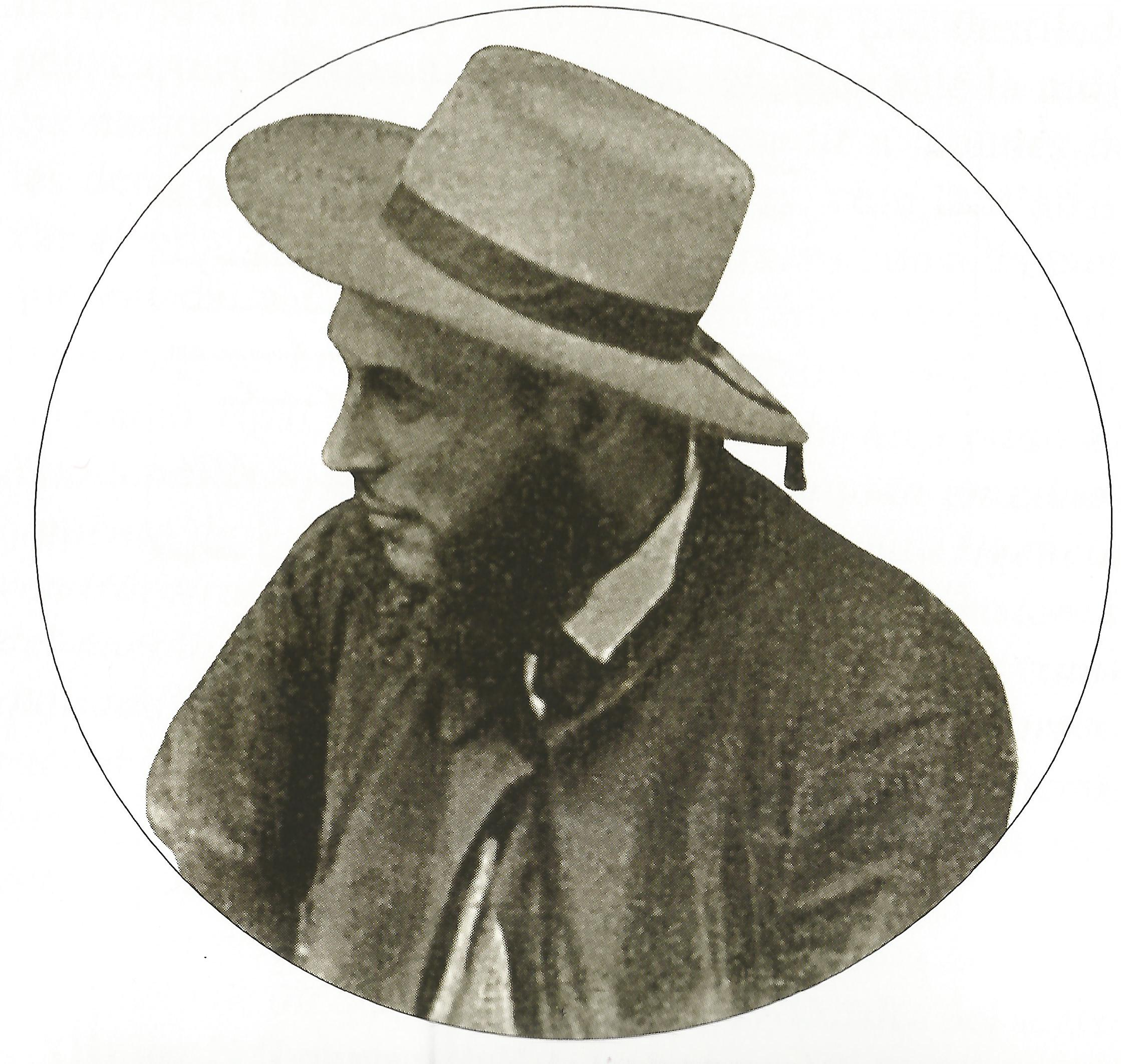
Sebastià Badia i Gibert, primer alcalde electe per sufragi universal masculí.

 Aquesta serà la nova estructura que es mantindria fins a l'arribada del procés de l'estat liberal a Espanya, quan es comencen a manifestar els canvis com el sistema d'eleccions a través de votació per escollir els càrrecs municipals; el 1868, era escollit, per exemple, Sebastià Badia i Gibert, per sufragi universal masculí. Tanmateix, l'arribada del sistema de la Restauració va instaurar el caciquisme, basat en la corrupció i el frau electoral, que va establir a Badalona el torn pacífic sense entrebancs destacables, almenys fins als anys 90; un exemple és entre els alcaldes Josep Caritg i Arnó (1879-1881 i 1884-1886) que en tots dos casos el va substituir Francesc d'Assís Guixeras i Viñas. El nombre de regidors també va anar augmentant a mesura que la ciutat anava creixent, el 1931 el nombre total de regidors que hi hagué al primer ajuntament republicà era de 32.

### La Guerra Civil i el Franquisme
Amb la Guerra Civil, el 1936, l'Ajuntament va quedar sense cap mena de poder, tot i tenir de fet un alcalde, i es va crear un Comitè revolucionari que quedava a càrrec dels assumptes de la ciutat a través d'una sèrie de delegacions, que restava sota un gran descontrol. L'octubre d'aquell any la Generalitat dicta unes normes de configuració dels nous ajuntaments, que va substituir els comitès.
Just després de la victòria del bàndol franquista, el poder polític local va estructurar-se en Comissions Gestores, inicialment nomenades pels militars que havien entrat a les poblacions, ràpidament el sistema d'elecció variaria vers els governadors civils a través del Ministeri de Governació, que s'encarregaria de les grans ciutats com Badalona. Tot i així, les comissions no tindrien èxit en els seus primers anys. Igual que a la resta de municipis de l'Estat, les eleccions durant el règim franquista per a elegir els càrrecs públics estaven escrupolosament controlades, s'organitzaven a través dels terços corporatiu, sindical i de caps de família, sota la tutela del governador civil, que confeccionava les llistes o en donava l'aprovació; sovint es presentava una sola candidatura que passava a ser automàticament la guanyadora. Progressivament entrarien algunes persones de l'oposició al règim a través del terç familiar, si bé a Badalona seria a partir de la segona part del franquisme, època durant la qual, després de l'alcaldia de Felipe Antoja Vigo, l'Ajuntament ja no tenia la mateixa força per tirar endavant la política de sempre i es mostrava incapaç de donar resposta a les demandes dels ciutadans.

### L'Ajuntament democràtic
Els canvis i els clams per la democràcia de la Transició van dur a les eleccions del 15 de juny de 1977, la victòria de les esquerres a Badalona va dur a la pràctica dimissió de tot el consistori el 1978, si bé al final van continuar en el càrrec per la negativa del governador civil d'acceptar llur dimissió. El 3 d'abril de 1978 se celebraven les primeres eleccions democràtiques que proclamaren guanyador a Badalona a Màrius Díaz i Bielsa (PSUC) amb 12 regidors i Joan Blanch i Rodríguez (PSC) amb 10, d'un total de 27 regidors. Des d'aleshores, es treballà perquè l'Ajuntament pogués treballar per a la ciutat de forma més eficaç i propera al ciutadà i a més frenar els abusos del règim anterior.
Els problemes derivats de les mancances del règim anterior van suposar un problema i un repte per a l'Ajuntament en època democràtica. La primera legislatura tindrà una estructura més desbrossada si bé introduirà una sèrie d'innovacions: la creació de la conselleria d'Ecologia i Medi Ambient el 1979, important a causa de la declaració del litoral badaloní com a zona contaminada pel Consell de Ministres, i de la conselleria de Descentralització, Participació i Promoció Ciutadana, que havia de posar remei a la marginació dels barris perifèrics, fet que donaria a la creació de les conselleries de districte; altres institucions van ser l'Institut Municipal de Serveis Socials, el 1982, i l'Oficina del Consumidor, pionera a tot l'estat. Tanmateix destaca també la creació del Catàleg de Patrimoni l'any 1980, potenciant la conservació i recuperació del patrimoni de la ciutat. La segona legislatura, encapçalada pel PSC, va organitzar el cartipàs municipal de manera molts més organitzada: Seguretat Ciutadana i Protecció Civil, Finances i Règim Interior, Relacions Ciutadanes, Urbanisme, Serveis Municipals i Serveis Personals, a les quals s'afegirien altres posteriorment.